# Yaakov Dovid Wilovsky
Yaakov Dovid Wilovsky connu sous l'acronyme Ridvaz or Ridbaz (en hébreu: רפאל יעקב דוד ב"ר זאב), né le 7 février 1845 à Kobryn, dans l'Empire russe, aujourd'hui en Biélorussie et mort le 2 octobre 1913 à Safed, est un talmudiste réputé, le fondateur et Rosh yeshiva de la Yechiva de Sloutsk-Kletsk, en 1897.

## Biographie
Yaakov Dovid Wilovsky est né le 7 février 1845 à Kobryn, dans l'Empire russe), aujourd'hui en Biélorussie. Il est le fils de Zeev Willowski, un maçon, et de Hendel Willowski.
Il épouse Miriam Bluma Willowski. Ils ont sept enfants: Welya Konwitz (née en 1878), Solomon (Shloma) Yaakov Davidovich Willowsky, Leah Jerusalimsky, Moshe Betzalel Willowski, Aharon Yitzchok Willowsky, Avrohom Eliezer Willowsky et Chaim Willowsky.
En 1874, il devient rabbin à Izabelin, puis de Bobruisk (en Biélorussie) en 1876, et de Vilnius (en Lituanie) en 1881. En 1883, il choisit de devenir rabbin de Polotsk (en Biélorussie) puis en 1887 de Vilkomir (Ukmergė), (en Lituanie).
Il voyage aux États-Unis en 1900 pour financer la publication de son œuvre et revient en Russie.
Il retourne aux États-Unis de 1903 à 1905. Désormais, il se fait appeler Ridvaz (R pour Refoel, i pour Yaakov, D pour Dovid, Va pour Ben (fils de), Z pour Zeev (prénom de son père)).
Le 8 septembre 1963, il est élu Grand-rabbin de la Congregation russo-américaine de Chicago.Il démissionne dix mois plus tard. Il se déplace alors à travers les États-Unis, faisant des conférences.
Il quitte les États-Unis en 1905 et s'installe à Safed, où il fonde la Yechiva Toras Eretz Yisrael.

### Mort
Il est mort le jeudi 2 octobre 1913 (1er Tishri 5674, i.e. le 1er jour de Roch Hachana) à Safed, à l'âge de 68 ans.

## Œuvres
- Chiddushei Ridvaz commentaires sur le Talmud de Babylone
- Tosfoth haRid. Piotrków, 1899-1900
- Migdal Oz (1874)
- Migdal David (1874), commentaires sur le Talmud de Babylone et le Talmud de Jérusalem
- Teshuvoth haRidvaz (1881), responsa
- Nimmuké Ridvaz (1904), commentaire sur la Torah
- Chana David (1876), commentaire sur les Traité de Hallah
- Beth Ridvaz